# 第5高射特科群
第5高射特科群（だいごこうしゃとっかぐん、JGSDF 5th Antiaircraft Artillery Group）は、陸上自衛隊八戸駐屯地（青森県八戸市）に駐屯する東北方面隊直轄の高射特科部隊である。第101高射特科隊への改編に伴い、2018年（平成30年）3月26日をもって廃止されたが、2024年（令和6年）3月21日に再編された。

## 概要
第5高射特科群は、2024年（令和6年）3月に編成完結した高射特科部隊で、03式中距離地対空誘導弾および地対空誘導弾改良ホークを装備し、敵航空機等を撃破することを主任務としている。群長は1等陸佐（二）が充てられる。
当初は1973年（昭和48年）3月に陸上自衛隊として5番目、東北方面隊唯一のホーク運用部隊として新編された。2018年（平成30年）3月に防衛大綱別表の7個高射特科群/連隊体制に沿う形で第101高射特科隊に縮小改編されたが、防空能力強化のため、前述のとおり再編成された。03式中距離地対空誘導弾（中SAM）への装備転換の準備がなされている。一度廃止となった部隊が称号を引き継ぎ再編成されるのは、陸上自衛隊では4例目となる（第1陸曹教育隊を参照）。

## 沿革
第122特科大隊等
- 1959年（昭和34年）
  - 3月12日：第122特科大隊（M51 75mm高射砲（Skysweeper）装備）が真駒内駐屯地において編成完結。
  - 3月30日：第122特科大隊が真駒内駐屯地から八戸駐屯地へ移駐し、第9混成団隷下に編入。
- 1960年（昭和35年）1月14日：東北方面隊発足により、第122特科大隊が東北方面隊直轄となる。
- 1972年（昭和47年）
  - 7月1日：第303無線誘導機隊が八戸駐屯地に新編。
  - 9月18日：地対空誘導弾ホークを装備する群編成のための編成準備室を八戸駐屯地に開設。

第5高射特科群
- 1973年（昭和48年）3月27日：第122特科大隊（八戸駐屯地）を廃止・改編し、第5高射特科群が八戸駐屯地において編成完結。
- 1983年（昭和58年）：命中精度を向上させた「改良ホーク（初期型）」に換装。その後も逐次「改善型」に換装。
- 1998年（平成10年）：「改良ホーク改善Ⅲ型」に換装。
- 2006年（平成18年）3月27日：東北方面隊の後方支援体制変換に伴い、第106高射直接支援隊（八戸駐屯地）を廃止し、整備部門を東北方面後方支援隊第303高射直接支援中隊へ移管。

第101高射特科隊
- 2018年（平成30年）3月27日：第5高射特科群（八戸駐屯地）を廃止・改編し、第101高射特科隊を八戸駐屯地に新編。整備支援部隊が第301高射直接支援隊となる。
- 2024年（令和  6年）3月20日：第101高射特科隊（八戸駐屯地）を廃止し、増強改組する形で第5高射特科群に再編成[3][4]。

第5高射特科群（再編）
- 2024年（令和06年）3月21日：第5高射特科群（2個高射中隊基幹）が八戸駐屯地に新編[4][6]。

1. 隷下に第319高射中隊、第320高射中隊、第305高射搬送通信中隊を八戸駐屯地に再編[7]。
2. 整備支援部隊が第303高射直接支援中隊（再編）となる。

- 2025年（令和07年）3月24日：03式中距離地対空誘導弾導入に伴い、第319高射中隊（八戸駐屯地）が第351高射中隊に改編[8][9]。

## 部隊編成
- 第5高射特科群本部
- 本部管理中隊「5高群-本」
  - 中隊本部
  - 群本部勤務班
  - 指揮小隊
  - 通信レーダ班
  - 衛生小隊
  - 補給班
- 第320高射中隊「320高」：改良ホーク改善Ⅲ型
- 第351高射中隊「351高」：03式中距離地対空誘導弾
- 第305高射搬送通信中隊「305高搬通」
- 第303無線誘導機隊「303無機」

## 整備支援部隊
第5高射特科群
- 東北方面後方支援隊第303高射直接支援中隊「303高直支」（八戸駐屯地）：2006年（平成18年）3月27日から2018年（平成30年）3月26日の間および2024年（令和6年）3月21日から。

第101高射特科隊
- 東北方面後方支援隊第301高射直接支援隊「301高直支」（八戸駐屯地）：2018年（平成30年）3月27日から2024年（令和6年）3月20日の間。

## 主要幹部
| 官職名          | 階級    | 氏名     | 補職発令日     | 前職                          |
| --------------- | ------- | -------- | -------------- | ----------------------------- |
| 第5高射特科群長 | 1等陸佐 | 奥田嘉夫 | 2024年03月21日 | 陸上自衛隊高射学校第1教育部長 |

| 代                        | 氏名     | 在職期間                        | 前職                                      | 後職                                                |
| ------------------------- | -------- | ------------------------------- | ----------------------------------------- | --------------------------------------------------- |
| 01                        | 佐渡清人 | 1973年03月27日 - 1975年03月16日 | 東北方面総監部付                          | 陸上自衛隊高射学校作戦評価室長                      |
| 02                        | 白井尚   | 1975年03月17日 - 1976年08月01日 | 陸上自衛隊高射学校勤務                    | 陸上自衛隊高射学校研究部長                          |
| 03                        | 赤池義信 | 1976年08月02日 - 1978年07月31日 | 第2高射団本部高級幕僚                     | 第2高射特科団本部勤務                               |
| 04                        | 香月弘光 | 1978年08月01日 - 1980年07月31日 | 東部方面総監部調査部調査課長              | 陸上自衛隊高射学校学校教官                          |
| 05                        | 有馬保邦 | 1980年08月01日 - 1982年03月15日 | 第2高射特科団本部勤務                     | 陸上自衛隊高射学校学校教官                          |
| 06                        | 大徳忠克 | 1982年03月16日 - 1984年03月15日 | 青森駐とん地業務隊長                      | 陸上自衛隊高射学校学校教官                          |
| 07                        | 米田照信 | 1984年03月16日 - 1986年03月16日 | 陸上自衛隊高射学校研究員                  | 陸上自衛隊幹部学校研究員                            |
| 08                        | 阿部政雄 | 1986年03月17日 - 1988年03月15日 | 陸上幕僚監部防衛部研究課 総括班長         | 統合幕僚会議事務局第2幕僚室 情報班長                |
| 09                        | 荒木宏   | 1988年03月16日 - 1991年03月15日 | 陸上自衛隊高射学校第2教育部 教務課長      | 仙台駐屯地業務隊長                                  |
| 10                        | 竹迫弘樹 | 1991年03月16日 - 1994年03月31日 | 統合幕僚学校学校教官                      | 東北方面総監部総務部長                              |
| 11                        | 大空俊廣 | 1994年04月01日 - 1996年12月15日 | 東北方面総監部調査部調査課長              | 陸上自衛隊高射学校第1教育部長                       |
| 12                        | 小池重倫 | 1996年12月16日 - 1999年03月31日 | 陸上自衛隊幹部学校学校教官                | 陸上自衛隊高射学校第1教育部長                       |
| 13                        | 石崎健   | 1999年04月01日 - 2002年03月21日 | 陸上幕僚監部監理部総務課 渉外班長         | 陸上自衛隊幹部学校学校教官                          |
| 14                        | 松村茂光 | 2002年03月22日 - 2004年07月31日 | 自衛隊体育学校企画室長                    | 第1高射特科団副団長                                 |
| 15                        | 山川純次 | 2004年08月01日 - 2006年03月26日 | 陸上幕僚監部装備部開発課 総括班長         | 装備実験隊副隊長                                    |
| 16                        | 星指隆   | 2006年03月27日 - 2008年07月31日 | 陸上自衛隊幹部学校主任教官                | 西部方面総監部人事部長                              |
| 17                        | 立林剛   | 2008年08月01日 - 2009年12月06日 | 陸上幕僚監部装備部装備計画課 補給管理班長 | 陸上自衛隊研究本部主任研究開発官                    |
| 18                        | 新宅正章 | 2009年12月07日 - 2012年03月31日 | 陸上幕僚監部監理部総務課 渉外班長         | 陸上幕僚監部監理部総務課 情報公開・個人情報保護室長 |
| 19                        | 濱崎文明 | 2012年04月01日 - 2014年03月22日 | 自衛隊東京地方協力本部募集課長            | 西部方面総監部監察官                                |
| 20                        | 西本浩史 | 2014年03月23日 - 2016年03月22日 | 中部方面総監部防衛部訓練課長              | 統合幕僚監部総務部総務課 連絡調整業務室長           |
| 末                        | 諸石正弘 | 2016年03月23日 - 2018年03月26日 | 陸上自衛隊高射学校主任教官                | 陸上自衛隊教育訓練研究本部主任教官                  |
| 第5高射特科群長（再編後） |          |                                 |                                           |                                                     |
| 代                        | 氏名     | 在職期間                        | 前職                                      | 後職                                                |
| 01                        | 奥田嘉夫 | 2024年03月21日 -                | 陸上自衛隊高射学校第1教育部長             |                                                     |

## 主要装備
- 地対空誘導弾改良ホーク（第320高射中隊）
- 03式中距離地対空誘導弾（第351高射中隊）
- 79式対空レーダ装置 JTPS-P9
- 1/2tトラック / 73式小型トラック
- 1 1/2tトラック / 73式中型トラック
- 3 1/2tトラック / 73式大型トラック
- 89式5.56mm小銃

## 警備隊区
- 十和田市、六戸町、五戸町、おいらせ町、新郷村（2024年3月～）[10]

## 第5高射特科群廃止時（2018年（平成30年）3月）の部隊編成
- 第5高射特科群本部
- 本部管理中隊「5高群-本」
  - 中隊本部
  - 群本部勤務班
  - 指揮小隊
  - 通信レーダ班
  - 衛生小隊
  - 補給班
- 第319高射中隊「319高」：改良ホーク改善Ⅲ型
- 第320高射中隊「320高」：改良ホーク改善Ⅲ型
- 第321高射中隊「321高」：改良ホーク改善Ⅲ型
- 第322高射中隊「322高」：改良ホーク改善Ⅲ型
- 第305高射搬送通信中隊「305高搬通」
- 第303無線誘導機隊「303無機」